# حصانة محلية

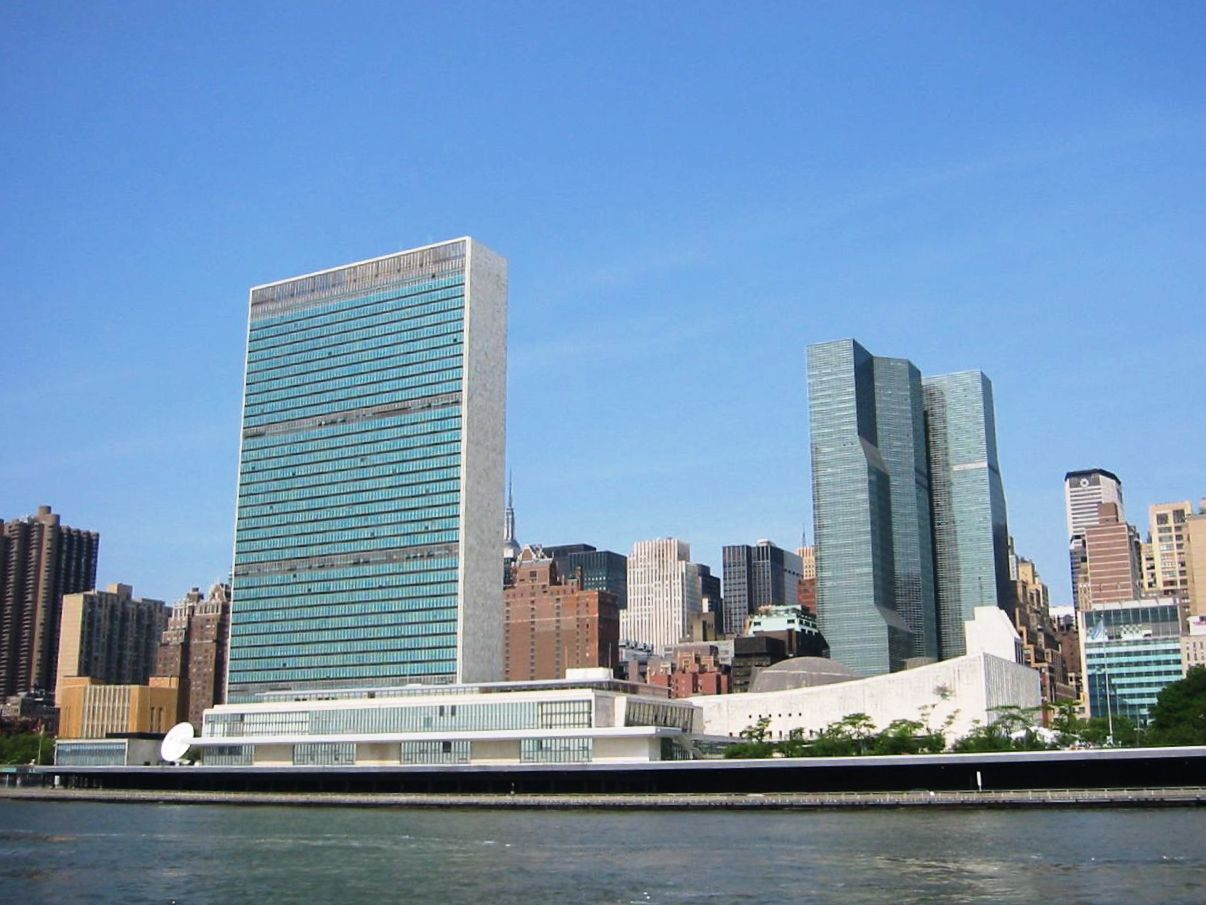

الحصانة المحلية (بالإنجليزية: extraterritoriality )‏ هي الوضع الخاص الذي يمثل الخروج من طائلة القضاء داخل الدولة وعادة يحصل ذلك بعد عدة مفاوضات دبلوماسية.
من جانب تاريخي، كان هذا الوضع ينطبق فقط على الأفراد حيث كانت الحصانة عادة تُطبق على الاشخاص وليس على الأراضي. يمكن تطبيق الحدود الإقليمية أيضًا على الأماكن، مثل السفارات الأجنبية أو القواعد العسكرية للبلدان الأجنبية أو مكاتب الأمم المتحدة. تتعلق الحالات الثلاث الأكثر شيوعًا المعترف بها اليوم دوليًا بأشخاص وممتلكات رؤساء الدول الأجنبية، وأشخاص وممتلكات السفراء والدبلوماسيين الآخرين، والسفن البحرية في المياه الدولية.

## النماذج
في الماضي، كانت دول التي سبقت الحداثة تفرض سيادتها على الأشخاص وليس الاماكن مما يخلق لنا مصطلح جديد يُعرف بالاختصاص الشخصي. وبينما يسافر الناس بين الحدود أدى ذلك في إطار ولاية إقليمية، إلى أن يكون بعض الأشخاص خاضعين لقوانين البلدان التي لم يقيموا فيها. ينشأ مصطلح الحصانة من تفاعل هذين المفهومين للولاية القضائية، الشخصية والإقليمية، عندما يتم تطبيق القوانين بناءً على من هو الشخص ومن اين بدلاً من مكانه أو موقعه.
في العصر الحديث، يمكن أن تظهر لنا الحصانة على هيئة أشكال مختلفة. والأكثر أمثلة شهرة عن الحدود الدبلوماسية الخارجية، حيث لا يعمل الدبلوماسيون وتخضع ممتلكاتهم الشخصية والعامة لقوانين الدول المضيفة لهم، بل بموجب قوانين دولة الدبلوماسي.
وبالمثل، تدعي دول كثيرة بأن لها الحق في محاكمة المقاتلين الأجانب ومنتهكي حقوق الإنسان بموجب قوانين الاختصاص العالمي القضائي، بغض النظر عن جنسية هؤلاء الأشخاص أو المكان الذي وقعت فيه الجرائم المزعومة. يمكن لهذا ان يمتد ويشمل القوانين الجنائية المحلية أيضًا: على سبيل المثال، تطالب جمهورية الصين الشعبية بحقها في محاكمة المواطنين الصينيين على الجرائم المرتكبة في الخارج وستحاكم كندا الانتهاك الجنسي للقُصّر من قبل كندي في أي مكان في العالم.
وفي بعض الاتفاقيات العسكرية أو التجارية التي تحصل بين دولتين، تتنازل بعض الدول عن حقها في اخضاع قوانينها القضائية على القواعد أو الموانئ أجنبية إلى بلدان أخرى بموجب اتفاقيات ومعاهدات ثنائية. على سبيل المثال، تتنازل اليابان عن القواعد العسكرية الأمريكية على أراضيها في مدينة أوكيناوا أمام المحاكم العسكرية الأمريكية وفقًا لاتفاقية وضع القوات الثنائية المشتركة الي جرت بين الدولتين.
حسب القانون البحري، تخضع السفن في المياه الدولية لقوانين الولاية القضائية التي سُجلت في السفينة ضمن حدودها القضائية. يمكن تصور ذلك على أنه شكل من أشكال خارج الحدود الإقليمية للولاية القضائية، حيث تمتد الولاية القضائية خارج حدودها في حد ذاتها على كافة الاصعدة.

## الحالات التاريخية

### القرن الرابع عشر
خلال القرنين الثالث عشر والرابع عشر، تمكنت جمهوريتا جنوى وفينيسيا الإيطالية المطلة على البحر من تمكنهما على الصراع الحدودي الإقليمي لمناطقهم (بيرا وغلطة) في العاصمة البيزنطية، القسطنطينية. حاربوا بعضهم البعض من أجل مزيد من السيطرة على الإمبراطورية التي كانت ضعيفة في ذلك الوقت.

### الإمبراطورية العثمانية
كانت اتفاقية «الاستسلام» عبارة عن سلسلة من المعاهدات بين بورت سوبليم والدول الغربية، من القرن السادس عشر إلى أوائل القرن التاسع عشر. بدأ الضعف واضح على القانون العثماني الذي تم إنشاؤه خلال عهد التنظيمات حيث يأخذ بالضعف من خلال انتشار الاستعمار الأوروبي وانتشار الوضعية القانونية في ذلك الوقت.
في كثير من الأحيان، لا تنطبق القوانين واللوائح الموضوعة للمواطنين العثمانيين على الرعايا الأوروبيين الذين يزاولون أعمالًا وتجارة في مقاطعات ومدن والارضي التي تخضع للإمبراطورية العثمانية، بالتالي تم تطبيق مختلف اتفاقيات «الاستسلام» في الواقع فيما يتعلق بمدى تقبلها أو احترامها من القوى الأجنبية. أدت مختلف القوانين الحكومية المتداخلة إلى التعددية القانونية التي غالبًا ما تُرك فيها التنفيذ أو الإقرار للقوى العظمى لإنشاء وتنظيم هياكلها القانونية الخاصة لتمثيل مواطنيها في الخارج.
لم يعد لاتفاقية الاستسلام بموجب معاهدة لوزان إثر واضح في تركيا في عام 1923، وفي مصر ألغيت الاتفاقية بموجب اتفاقية مونترو في عام 1949.

### الهند البريطانية
خلال الحرب العالمية الثانية، كان الجنود في قوات الحلفاء داخل منطقة راج البريطانية مقيدين بالقواعد العسكرية الخاصة بهم بموجب مرسوم قوات الحلفاء عام1942, وكان أفراد القوات المسلحة للولايات المتحدة خاضعين لقوانينهم الخاصة الأمريكية بمختلف القضايا القانونية حتى في القضايا الجنائية.

### كندا
ولدت الأميرة مارغريت ملكة بريطانيا العظمى في هولندا في 19 يناير 1943 في مستشفى أوتاوا المدني في مدينة أوتاوا في أونتاريو الكندية حيث كانت العائلة تعيش في كندا منذ يونيو 1940 بعد احتلال هولندا من قبل ألمانيا النازية. تم إعلان جناح الولادة في مستشفى أوتاوا المدني الذي ولدت فيه الأميرة مارغريت مؤقتًا خارج الحدود القضائية والإقليمية من قبل الحكومة الكندية. إن جعل جناح الأمومة في المستشفى خارج المجال الكندي تسبب في عدم ارتباطه بأي ولاية قضائية أو إقليم دولي تقني يمكن ان يفرض احكامه عليها. تم ذلك لضمان حصول المولود الجديد على جنسيتها من والدتها فقط، مما يجعلها وحدها الهولندية، والتي يمكن أن تكون مهمة للغاية لو كان الطفل ذكراً يمكن ان يكون وريث الأميرة جوليانا على العرش الملكي.

### شرق اسيا
أشهر حالات الحصانة في شرق آسيا هي حالات الصين واليابان وسيام التي ظهرت في القرن التاسع عشر والتي خلقت لنا ما يسمى «المعاهدات غير المتكافئة». ومع ذلك، لم تقتصر ممارسة الحصانة على القرن التاسع عشر أو هذه الدول، لأن الملوك والحكومات في شرق آسيا ما قبل العصر الحديث ادعوا في المقام الأول السيادة على الناس بدلاً من الاماكن والاراضي. 

### الصين
«لم يتم تقديم والكشف عن مصطلح الحصانة لدول المعاهدات في شرق آسيا على سبيل المثال ولكن تم تطبيقه فوق صرح قانوني قديم». لم يتم تحديد الاختصاص القضائي في عهد سلالة الحكم تشينغ الصينية مع المعاملة التفضيلية لموضوعات الخاصة بهان والمانشو من خلال المواقع الجغرافية ولكن حدد عن طريق تحديد هوية وتعرف الموضوعات. على سبيل المثال، امتلك نخبة المانشو الحاكمة امتيازات قانونية وضعت حالتهم خارج نطاق سلطة المسؤولين الصينيين العرقيين المحليين.
قبل معاهدة نانجينغ، التي وضعت حد لحرب الأفيون الأولى، لم يكن التجار الأجانب راضين عن النظام الداخلي القانوني لسلالة تشينغ. كان التجار البريطانيون «متشككين مما اعتبروه ميلًا في نظام تشينغ القانوني لفرض المسؤولية الجماعية؛ وكانوا أيضًا مستاؤون من ممارسة تشينغ المتمثلة في فرض عقوبة الإعدام في حالات القتل غير العمد». بعد قضية مثيرة للجدل في عام 1784 حيث أُعدم مدفع بريطاني لقتله شخصًا صينيًا عن طريق الخطأ، قام مسؤولو شركة الهند الشرقية البريطانية عمومًا بروح البريطانيين قبل أن يتمكن مسؤولو كينغ من الرد. 
كانت المنح التي تتجاوز الحصانة منتظمة في الصين. في ثلاثينيات القرن التاسع عشر، عندما أبرمت إمبراطورية تشينغ معاهدة مع الخان الأوزبكية خوقند، منحت الحصانة لتجارها. وفي التعامل مع التجار الأجانب عبر القرون، نادراً ما حاولت حكومة تشينغ فرض الولاية القضائية على السيادة الإقليمية، وبدلاً من ذلك عهدت بمعاقبة الأجانب للسلطة المعنية في جميع الحالات تقريباً باستثناء القتل.
في مفاوضات معاهدة نانجينغ، قام مفاوضو تشينغ بتمديد منح الحصانة بعيداً عن قوانين الحدود الإقليمية والقضائية. كتب كاسيل «المفوض الإمبراطوري ونبل مانشو تشيانج اعترف بسهولة الحصانة للبريطانيين في تبادل الملاحظات مع بوتينجر [المفوض البريطاني] في وقت إبرام المعاهدة». كان هذا يتماشى مع ممارسات تشينغ في ذلك الوقت، حيث كانت السيادة تحت سيطرة الاشخاص بدلاً من فرضها على الأراضي.
كانت منح الحصانات طبيعية ومنتظمة في الصين. في ثلاثينيات القرن التاسع عشر، عندما أبرمت إمبراطورية تشينغ معاهدة مع الخان الأوزبكية خوقند، منحت امتيازات خارج الحدود الإقليمية لتجارها. وفي التعامل مع التجار الأجانب عبر القرون، نادراً ما حاولت حكومة تشينغ فرض الولاية القضائية على السيادة الإقليمية، وبدلاً من ذلك عهدت بمعاقبة الأجانب للسلطة المعنية في جميع الحالات تقريباً باستثناء القتل. 
في مفاوضات معاهدة نانجينغ، قام مفاوضو تشينغ بتمديد منح الحصانات. كتب كاسيل «المفوض الإمبراطوري ونبل مانشو تشيانج اعترف بسهولة بامتيازات خارج الحدود الإقليمية للبريطانيين في تبادل الملاحظات مع بوتينجر [المفوض البريطاني] في وقت إبرام المعاهدة». كان هذا يتماشى مع ممارسات تشينغ في ذلك الوقت، حيث كانت السيادة تحت سيطرة الاشخاص بدلاً من فرضها على الأراضي.
أبرم إعلان إضافي رسمي للحصانة في معاهدة بوجو التكميلية لعام 1843، التي تنص على أن «البريطانيين يجب أن يعاقبوا وفقًا للقانون الإنجليزي وأن الصينيين يجب أن يحاكموا ويعاقبوا بموجب قوانينهم الخاصة». تنطبق هذه الأحكام فقط على موانئ، حيث مُنع الأجانب من دخول المناطق الداخلية الصينية.

بموجب مرسوم إمبراطوري في وقت سابق من نفس العام الذي صدر في الإعلان، امتدت هذه الامتيازات لتشمل معظم الدول الغربية. أرادت دول أخرى تطمينات وضمانات من الصين بعد انتشار الإعلان. على سبيل المثال، تتفاوض الولايات المتحدة على معاهدة وانغشيا التي تنص عليها المادة 21:
يخضع الصينيون الذين قد يكونون مذنبين في أي عمل إجرامي ضد مواطني الولايات المتحدة للاعتقال والمعاقبة من قبل السلطات الصينية وفقًا لقوانين الصين القضائية، ويخضع المواطنين الامريكيين الذين يرتكبون أي جريمة في الصين إلى يحاكم ويعاقب فقط من قبل القنصل أو غيره من الموظفين العموميين في الولايات المتحدة المرخص لهم وفقًا لقوانين الولايات المتحدة. 
تضمنت معاهدة وانغشيا استثناءً للتجارة الأمريكية في الأفيون، كما عرّضت السفن الأمريكية التي تتاجر خارج موانئ المعاهدة لمصادرة الحكومة الصينية في المادتين 33 و 3. وبالمثل، اتبع الفرنسيون أيضًا الحماية في معاهدة هوانغبو، التي فرضت تمييزًا إضافيًا بين الولاية القضائية الجنائية والمدنية (غير موجودة في قانون أسرة تشينغ) ومنحت الفرنسيين الحماية الكاملة للقانون الصيني خارج مناطق الامتياز التجاري. 
أنهت معاهدة تيانجين الصينية-البريطانية حرب الأفيون الثانية حيث وسعت من الامتيازات من ضمنها حقوق الزوار الغربيين، حيث سمح لهم بدخول الصين الداخلية من خلال جواز سفرهم الخاص. ومع ذلك، لم يتم تمديد الحقوق الحصانة خارج موانئ المعاهدة. تم منح حقوق مماثلة للقوى الغربية المهتمة بسبب بند «الدولة الأكثر رعاية»: جميع الامتيازات التي منحتها إمبراطورية تشينغ لسلطة واحدة ستمنح تلقائيًا للآخرين. في عام 1868، عندما تم إعادة التفاوض على المعاهدات التي أنهت حرب الأفيون الثانية، طلب التجار البريطانيون رفع قيود السفر على المناطق الداخلية الصينية. كان موقف تشينغ معارضة بشدة، إلا إذا تم إلغاء الحدود الإقليمية أيضًا. لم يتم التوصل إلى حل وسط؛ وكانت حكومة تشينغ ناجحة في منع الأجانب من الاستقرار في المناطق الداخلية بامتيازات تتجاوز الحدود الإقليمية.
لا تقتصر الحقوق الحصانة على الدول الغربية. منحت اليابان والصين كل منهما حقوقًا متبادلة أخرى خارج الحدود الإقليمية بموجب المعاهدة الصينية اليابانية لعام 1871 في تيانجين. فرضت الصين نفسها حقوقًا متبادلة خارج الحدود الإقليمية لمواطنيها في كوريا في القرن التاسع عشر. ومع ذلك، تخلت الصين عن حقوقها خارج الحدود الإقليمية في اليابان دون المعاملة بالمثل بموجب معاهدة شيمونوسيكي التي أُقرت في عام 1895.